# クータマ
『クータマ』は、中川いさみの漫画作品。
ポプラ社の月刊漫画誌『プレコミックブンブン』で2004年1月号（創刊号）から2005年3月号まで連載されていた。全15話。話数は○○タマと数えられている。
単行本は全1巻。2023年現在はマンガ図書館Zで無料公開されている。

## あらすじ
主人公タケルは、ある日の理科の授業で”カエルになるのはだめなおたまじゃくしであり、おたまじゃくしはちゃんと努力すれば彼の空想上の生物であるクータマになる”と豪語する。
その日の晩、タケルが寝静まった後、彼の両親が悪魔を呼び出し、毎日遊んで暮らせるだけのお金を願おうとしていた。しかし、悪魔と両親の話声で寝ぼけながらも起きたタケルが悪魔にぼくのおたまじゃくしをクータマにしてほしいと願ってしまったのだ。
次の日の朝、彼の願い事は叶い、家にはおたまじゃくしが巨大化した生物クータマが現れた。ゆで卵が好きなクータマとタケルの奇妙な共同生活が始まる。

## 登場人物
クータマ
作中の描写より体長は2m程度だと考えられる。全身のフォルムは卵型であり大きなしっぽがついている。頭には球体が4つついている。唇は分厚い。舌がかなり長く、舌を使って色々なもの（人、桜など）を丸めこむことができる。人を丸のみできるぐらい口が大きい。体が餅みたいに柔らかく風船のように膨らませて空を飛ぶこともできる。また、ジャンプ力も高くよく飛び跳ねている。
好奇心旺盛で、めんどくさいことが嫌い。ずばずば思ったことを言ってしまう潔さもある。猫と格闘したり、おばあさんの財布をひったくったり素行が悪い。歌がへたくそ。
人語とカエル語が理解できる。ゆでたまごが大好物である。ちなみに、本名はマイケルである。

### 小田島家
小田島 タケル（おだじま タケル）
おかっぱ頭の小学生。カエルになるのはだめなおたまじゃくしで努力をすればおたまじゃくしはクータマになれると考えており、後にクータマになるおたまじゃくしにゆで卵を与えヒンズースクワット100回させた。主に今作のツッコミ担当である。
クータマとの仲は良く、常に一緒にいる。クータマと一緒に過ごしすぎて体が異常をきたしたのか後半足が伸びるようになった。
タケルの両親
悪魔を呪文で呼び出し、毎日遊んで暮らせるだけのお金を要求しようとしていたが、タケルに阻止されてしまう。二人とも普段はおとなしい。

### タケルの同級生
モーヤン
タケルの友達。小学生だが、初期は鼻ピアスをしていた。途中から鼻ピアスは外したらしい。たまに牛のような鳴き声をあげる。
セミオ
タケルの友達。小学生だが、毛が三本しかない。たまにセミのような鳴き声をあげる。
マコピー
タケルの女友達。クラスのマドンナ的存在。タケルたちとよく一緒にいる。クータマにゆきだまを食べさせたり、タケルたちと一緒に校長にひどいことをしたりして、結構おてんば。
べーやん
第2タマで登場する同級生。クータマになる前のおたまじゃくしに鉛筆のカスを与えていた。
カスミ
第2タマで登場する同級生。体育の授業中サボってお菓子を食べていた女子。
牛山
第2タマで登場する同級生。授業中鼻くそをほじくり机によくつけていた。

### タケルの隣の組の生徒
黒崎雄太
第11タマで登場。自分のことを天才小学生アスリートと自称している。クータマに対抗心を燃やし、嫌がらせをする。
山田
頭の形が栗に似ている。黒崎に無理やりライオンの格好をさせられクータマに捕食される。

### タケルの学校の教員
校長先生
タケルの学校の校長。桜をこよなく愛する。酔っぱらうと手に負えなくなる。
クータマとタケルたちから嫌がらせを受けることが多く、不憫なキャラ。よくオチに使われている。
子供用の車のおもちゃに乗る、プールではしゃぐ、雪の上をはだしで走り回るなど子供の心を忘れない純粋な大人である。
丸山先生
タケルの担任。臆病な性格で心の病気により、自室に引きこもっていた。タケルたちのよけいなおせっかいにより、退職した。
鬼塚先生
タケルの担任。丸山先生の代わりに担任になった。丸山先生と違って生徒に厳しくすぐ怒る。
女教師
第1タマに登場した教師。眼鏡をかけており、プライドが高く、タケルの空想を否定するリアリスト。第1タマでクータマに捕食されて以降出てこなくなる。

### クータマの家族たち
ロビン
クータマの兄弟。クータマを一目見ただけで兄弟とわかる優れた監察眼の持ち主。性格は陽気でクータマを母親のもとに連れていく。
クータマの母
クータマの母親。おせっかい焼きで、天然が入っている。クータマをカエルにしようと訓練を行う。

## 書籍情報
- 中川いさみ『クータマ』 ポプラ社〈ブンブンコミックス〉、全1巻、2005年6月10日第1刷発行 ISBN 978-4-591-08603-2